# Абу Закария Яхья II аль-Ватик
Яхья II аль-Ватик (или Абу Закария Яхья II аль-Ватик) — третий правитель государства Хафсидов в Ифрикии в 1277—1279 годах, второй халиф Хафсидов.

## Биография
Абу Закария Яхья II аль-Ватик был сыном и преемником Мухаммада I аль-Мустансира. В 1277 году он занял престол Ифрикии. Уже в 1279 году в Беджае вспыхнуло восстание против губернатора провинции андалусийца Ибн аль-Хаббабара. Он был известен своей враждебностью к Альмохадам и описан хронистом Ибн Шамой как истинный правитель Туниса. Ибн Халдун указывает на повод к восстанию: Ибн аль-Хаббабар отправил своего брата Абу аль-Адидиса в Беджаю, чтобы разобраться с финансами города, наряду с вади города, Альмохадом Мухаммадом ибн Абу Хилалем аль-Хинтати, которому он не доверял. Аль-Хинтати, опасаясь разоблачения, в 1278 году убил аль-Адидиса и обратился за помощью к дяде султана, Абу Исхаку Ибрахиму, который уже восставал против султана Мухаммада I аль-Мустансира, своего брата и отца Абу Закарии Яхьи II. Ибрахим в тот раз бежал в Андалусию и Тлемсен и ждал момента, чтобы вернуться в Тунис. При помощи аль-Хинтати он захватил Беджаю в апреле 1279 года, в августе того же года вступил в Тунис, где был объявлен султаном. Захват престола Ибрахимом прошёл мирно из-за восстания военачальников, отказавшихся защищать действующего султана.
Яхья II отрёкся от престола и передал титул халифа Ибрахиму I, но это не уберегло его от расправы. Сразу после захвата власти Ибрахим приказал казнить своего племянника, а также троих его детей. Спасти удалось лишь посмертно рождённого сына Яхьи II, будущего халифа Мухаммада II аль-Мустансира.